# Groteska (šachy)
|   | a | b | c | d | e | f | g | h |   |
| 8 | c5 černý pěšec · b4 černý pěšec · c4 černý pěšec · a3 černý střelec · b3 černý věž · c3 černý pěšec · d3 černý pěšec · a2 černý dáma · b2 černý pěšec · c2 černý pěšec · d2 černý věž · e2 černý pěšec · f2 bílý král · h2 bílý pěšec · b1 černý jezdec · c1 černý král · d1 černý střelec · e1 černý jezdec | c5 černý pěšec · b4 černý pěšec · c4 černý pěšec · a3 černý střelec · b3 černý věž · c3 černý pěšec · d3 černý pěšec · a2 černý dáma · b2 černý pěšec · c2 černý pěšec · d2 černý věž · e2 černý pěšec · f2 bílý král · h2 bílý pěšec · b1 černý jezdec · c1 černý král · d1 černý střelec · e1 černý jezdec | c5 černý pěšec · b4 černý pěšec · c4 černý pěšec · a3 černý střelec · b3 černý věž · c3 černý pěšec · d3 černý pěšec · a2 černý dáma · b2 černý pěšec · c2 černý pěšec · d2 černý věž · e2 černý pěšec · f2 bílý král · h2 bílý pěšec · b1 černý jezdec · c1 černý král · d1 černý střelec · e1 černý jezdec | c5 černý pěšec · b4 černý pěšec · c4 černý pěšec · a3 černý střelec · b3 černý věž · c3 černý pěšec · d3 černý pěšec · a2 černý dáma · b2 černý pěšec · c2 černý pěšec · d2 černý věž · e2 černý pěšec · f2 bílý král · h2 bílý pěšec · b1 černý jezdec · c1 černý král · d1 černý střelec · e1 černý jezdec | c5 černý pěšec · b4 černý pěšec · c4 černý pěšec · a3 černý střelec · b3 černý věž · c3 černý pěšec · d3 černý pěšec · a2 černý dáma · b2 černý pěšec · c2 černý pěšec · d2 černý věž · e2 černý pěšec · f2 bílý král · h2 bílý pěšec · b1 černý jezdec · c1 černý král · d1 černý střelec · e1 černý jezdec | c5 černý pěšec · b4 černý pěšec · c4 černý pěšec · a3 černý střelec · b3 černý věž · c3 černý pěšec · d3 černý pěšec · a2 černý dáma · b2 černý pěšec · c2 černý pěšec · d2 černý věž · e2 černý pěšec · f2 bílý král · h2 bílý pěšec · b1 černý jezdec · c1 černý král · d1 černý střelec · e1 černý jezdec | c5 černý pěšec · b4 černý pěšec · c4 černý pěšec · a3 černý střelec · b3 černý věž · c3 černý pěšec · d3 černý pěšec · a2 černý dáma · b2 černý pěšec · c2 černý pěšec · d2 černý věž · e2 černý pěšec · f2 bílý král · h2 bílý pěšec · b1 černý jezdec · c1 černý král · d1 černý střelec · e1 černý jezdec | c5 černý pěšec · b4 černý pěšec · c4 černý pěšec · a3 černý střelec · b3 černý věž · c3 černý pěšec · d3 černý pěšec · a2 černý dáma · b2 černý pěšec · c2 černý pěšec · d2 černý věž · e2 černý pěšec · f2 bílý král · h2 bílý pěšec · b1 černý jezdec · c1 černý král · d1 černý střelec · e1 černý jezdec | 8 |
| 7 | c5 černý pěšec · b4 černý pěšec · c4 černý pěšec · a3 černý střelec · b3 černý věž · c3 černý pěšec · d3 černý pěšec · a2 černý dáma · b2 černý pěšec · c2 černý pěšec · d2 černý věž · e2 černý pěšec · f2 bílý král · h2 bílý pěšec · b1 černý jezdec · c1 černý král · d1 černý střelec · e1 černý jezdec | c5 černý pěšec · b4 černý pěšec · c4 černý pěšec · a3 černý střelec · b3 černý věž · c3 černý pěšec · d3 černý pěšec · a2 černý dáma · b2 černý pěšec · c2 černý pěšec · d2 černý věž · e2 černý pěšec · f2 bílý král · h2 bílý pěšec · b1 černý jezdec · c1 černý král · d1 černý střelec · e1 černý jezdec | c5 černý pěšec · b4 černý pěšec · c4 černý pěšec · a3 černý střelec · b3 černý věž · c3 černý pěšec · d3 černý pěšec · a2 černý dáma · b2 černý pěšec · c2 černý pěšec · d2 černý věž · e2 černý pěšec · f2 bílý král · h2 bílý pěšec · b1 černý jezdec · c1 černý král · d1 černý střelec · e1 černý jezdec | c5 černý pěšec · b4 černý pěšec · c4 černý pěšec · a3 černý střelec · b3 černý věž · c3 černý pěšec · d3 černý pěšec · a2 černý dáma · b2 černý pěšec · c2 černý pěšec · d2 černý věž · e2 černý pěšec · f2 bílý král · h2 bílý pěšec · b1 černý jezdec · c1 černý král · d1 černý střelec · e1 černý jezdec | c5 černý pěšec · b4 černý pěšec · c4 černý pěšec · a3 černý střelec · b3 černý věž · c3 černý pěšec · d3 černý pěšec · a2 černý dáma · b2 černý pěšec · c2 černý pěšec · d2 černý věž · e2 černý pěšec · f2 bílý král · h2 bílý pěšec · b1 černý jezdec · c1 černý král · d1 černý střelec · e1 černý jezdec | c5 černý pěšec · b4 černý pěšec · c4 černý pěšec · a3 černý střelec · b3 černý věž · c3 černý pěšec · d3 černý pěšec · a2 černý dáma · b2 černý pěšec · c2 černý pěšec · d2 černý věž · e2 černý pěšec · f2 bílý král · h2 bílý pěšec · b1 černý jezdec · c1 černý král · d1 černý střelec · e1 černý jezdec | c5 černý pěšec · b4 černý pěšec · c4 černý pěšec · a3 černý střelec · b3 černý věž · c3 černý pěšec · d3 černý pěšec · a2 černý dáma · b2 černý pěšec · c2 černý pěšec · d2 černý věž · e2 černý pěšec · f2 bílý král · h2 bílý pěšec · b1 černý jezdec · c1 černý král · d1 černý střelec · e1 černý jezdec | c5 černý pěšec · b4 černý pěšec · c4 černý pěšec · a3 černý střelec · b3 černý věž · c3 černý pěšec · d3 černý pěšec · a2 černý dáma · b2 černý pěšec · c2 černý pěšec · d2 černý věž · e2 černý pěšec · f2 bílý král · h2 bílý pěšec · b1 černý jezdec · c1 černý král · d1 černý střelec · e1 černý jezdec | 7 |
| 6 | c5 černý pěšec · b4 černý pěšec · c4 černý pěšec · a3 černý střelec · b3 černý věž · c3 černý pěšec · d3 černý pěšec · a2 černý dáma · b2 černý pěšec · c2 černý pěšec · d2 černý věž · e2 černý pěšec · f2 bílý král · h2 bílý pěšec · b1 černý jezdec · c1 černý král · d1 černý střelec · e1 černý jezdec | c5 černý pěšec · b4 černý pěšec · c4 černý pěšec · a3 černý střelec · b3 černý věž · c3 černý pěšec · d3 černý pěšec · a2 černý dáma · b2 černý pěšec · c2 černý pěšec · d2 černý věž · e2 černý pěšec · f2 bílý král · h2 bílý pěšec · b1 černý jezdec · c1 černý král · d1 černý střelec · e1 černý jezdec | c5 černý pěšec · b4 černý pěšec · c4 černý pěšec · a3 černý střelec · b3 černý věž · c3 černý pěšec · d3 černý pěšec · a2 černý dáma · b2 černý pěšec · c2 černý pěšec · d2 černý věž · e2 černý pěšec · f2 bílý král · h2 bílý pěšec · b1 černý jezdec · c1 černý král · d1 černý střelec · e1 černý jezdec | c5 černý pěšec · b4 černý pěšec · c4 černý pěšec · a3 černý střelec · b3 černý věž · c3 černý pěšec · d3 černý pěšec · a2 černý dáma · b2 černý pěšec · c2 černý pěšec · d2 černý věž · e2 černý pěšec · f2 bílý král · h2 bílý pěšec · b1 černý jezdec · c1 černý král · d1 černý střelec · e1 černý jezdec | c5 černý pěšec · b4 černý pěšec · c4 černý pěšec · a3 černý střelec · b3 černý věž · c3 černý pěšec · d3 černý pěšec · a2 černý dáma · b2 černý pěšec · c2 černý pěšec · d2 černý věž · e2 černý pěšec · f2 bílý král · h2 bílý pěšec · b1 černý jezdec · c1 černý král · d1 černý střelec · e1 černý jezdec | c5 černý pěšec · b4 černý pěšec · c4 černý pěšec · a3 černý střelec · b3 černý věž · c3 černý pěšec · d3 černý pěšec · a2 černý dáma · b2 černý pěšec · c2 černý pěšec · d2 černý věž · e2 černý pěšec · f2 bílý král · h2 bílý pěšec · b1 černý jezdec · c1 černý král · d1 černý střelec · e1 černý jezdec | c5 černý pěšec · b4 černý pěšec · c4 černý pěšec · a3 černý střelec · b3 černý věž · c3 černý pěšec · d3 černý pěšec · a2 černý dáma · b2 černý pěšec · c2 černý pěšec · d2 černý věž · e2 černý pěšec · f2 bílý král · h2 bílý pěšec · b1 černý jezdec · c1 černý král · d1 černý střelec · e1 černý jezdec | c5 černý pěšec · b4 černý pěšec · c4 černý pěšec · a3 černý střelec · b3 černý věž · c3 černý pěšec · d3 černý pěšec · a2 černý dáma · b2 černý pěšec · c2 černý pěšec · d2 černý věž · e2 černý pěšec · f2 bílý král · h2 bílý pěšec · b1 černý jezdec · c1 černý král · d1 černý střelec · e1 černý jezdec | 6 |
| 5 | c5 černý pěšec · b4 černý pěšec · c4 černý pěšec · a3 černý střelec · b3 černý věž · c3 černý pěšec · d3 černý pěšec · a2 černý dáma · b2 černý pěšec · c2 černý pěšec · d2 černý věž · e2 černý pěšec · f2 bílý král · h2 bílý pěšec · b1 černý jezdec · c1 černý král · d1 černý střelec · e1 černý jezdec | c5 černý pěšec · b4 černý pěšec · c4 černý pěšec · a3 černý střelec · b3 černý věž · c3 černý pěšec · d3 černý pěšec · a2 černý dáma · b2 černý pěšec · c2 černý pěšec · d2 černý věž · e2 černý pěšec · f2 bílý král · h2 bílý pěšec · b1 černý jezdec · c1 černý král · d1 černý střelec · e1 černý jezdec | c5 černý pěšec · b4 černý pěšec · c4 černý pěšec · a3 černý střelec · b3 černý věž · c3 černý pěšec · d3 černý pěšec · a2 černý dáma · b2 černý pěšec · c2 černý pěšec · d2 černý věž · e2 černý pěšec · f2 bílý král · h2 bílý pěšec · b1 černý jezdec · c1 černý král · d1 černý střelec · e1 černý jezdec | c5 černý pěšec · b4 černý pěšec · c4 černý pěšec · a3 černý střelec · b3 černý věž · c3 černý pěšec · d3 černý pěšec · a2 černý dáma · b2 černý pěšec · c2 černý pěšec · d2 černý věž · e2 černý pěšec · f2 bílý král · h2 bílý pěšec · b1 černý jezdec · c1 černý král · d1 černý střelec · e1 černý jezdec | c5 černý pěšec · b4 černý pěšec · c4 černý pěšec · a3 černý střelec · b3 černý věž · c3 černý pěšec · d3 černý pěšec · a2 černý dáma · b2 černý pěšec · c2 černý pěšec · d2 černý věž · e2 černý pěšec · f2 bílý král · h2 bílý pěšec · b1 černý jezdec · c1 černý král · d1 černý střelec · e1 černý jezdec | c5 černý pěšec · b4 černý pěšec · c4 černý pěšec · a3 černý střelec · b3 černý věž · c3 černý pěšec · d3 černý pěšec · a2 černý dáma · b2 černý pěšec · c2 černý pěšec · d2 černý věž · e2 černý pěšec · f2 bílý král · h2 bílý pěšec · b1 černý jezdec · c1 černý král · d1 černý střelec · e1 černý jezdec | c5 černý pěšec · b4 černý pěšec · c4 černý pěšec · a3 černý střelec · b3 černý věž · c3 černý pěšec · d3 černý pěšec · a2 černý dáma · b2 černý pěšec · c2 černý pěšec · d2 černý věž · e2 černý pěšec · f2 bílý král · h2 bílý pěšec · b1 černý jezdec · c1 černý král · d1 černý střelec · e1 černý jezdec | c5 černý pěšec · b4 černý pěšec · c4 černý pěšec · a3 černý střelec · b3 černý věž · c3 černý pěšec · d3 černý pěšec · a2 černý dáma · b2 černý pěšec · c2 černý pěšec · d2 černý věž · e2 černý pěšec · f2 bílý král · h2 bílý pěšec · b1 černý jezdec · c1 černý král · d1 černý střelec · e1 černý jezdec | 5 |
| 4 | c5 černý pěšec · b4 černý pěšec · c4 černý pěšec · a3 černý střelec · b3 černý věž · c3 černý pěšec · d3 černý pěšec · a2 černý dáma · b2 černý pěšec · c2 černý pěšec · d2 černý věž · e2 černý pěšec · f2 bílý král · h2 bílý pěšec · b1 černý jezdec · c1 černý král · d1 černý střelec · e1 černý jezdec | c5 černý pěšec · b4 černý pěšec · c4 černý pěšec · a3 černý střelec · b3 černý věž · c3 černý pěšec · d3 černý pěšec · a2 černý dáma · b2 černý pěšec · c2 černý pěšec · d2 černý věž · e2 černý pěšec · f2 bílý král · h2 bílý pěšec · b1 černý jezdec · c1 černý král · d1 černý střelec · e1 černý jezdec | c5 černý pěšec · b4 černý pěšec · c4 černý pěšec · a3 černý střelec · b3 černý věž · c3 černý pěšec · d3 černý pěšec · a2 černý dáma · b2 černý pěšec · c2 černý pěšec · d2 černý věž · e2 černý pěšec · f2 bílý král · h2 bílý pěšec · b1 černý jezdec · c1 černý král · d1 černý střelec · e1 černý jezdec | c5 černý pěšec · b4 černý pěšec · c4 černý pěšec · a3 černý střelec · b3 černý věž · c3 černý pěšec · d3 černý pěšec · a2 černý dáma · b2 černý pěšec · c2 černý pěšec · d2 černý věž · e2 černý pěšec · f2 bílý král · h2 bílý pěšec · b1 černý jezdec · c1 černý král · d1 černý střelec · e1 černý jezdec | c5 černý pěšec · b4 černý pěšec · c4 černý pěšec · a3 černý střelec · b3 černý věž · c3 černý pěšec · d3 černý pěšec · a2 černý dáma · b2 černý pěšec · c2 černý pěšec · d2 černý věž · e2 černý pěšec · f2 bílý král · h2 bílý pěšec · b1 černý jezdec · c1 černý král · d1 černý střelec · e1 černý jezdec | c5 černý pěšec · b4 černý pěšec · c4 černý pěšec · a3 černý střelec · b3 černý věž · c3 černý pěšec · d3 černý pěšec · a2 černý dáma · b2 černý pěšec · c2 černý pěšec · d2 černý věž · e2 černý pěšec · f2 bílý král · h2 bílý pěšec · b1 černý jezdec · c1 černý král · d1 černý střelec · e1 černý jezdec | c5 černý pěšec · b4 černý pěšec · c4 černý pěšec · a3 černý střelec · b3 černý věž · c3 černý pěšec · d3 černý pěšec · a2 černý dáma · b2 černý pěšec · c2 černý pěšec · d2 černý věž · e2 černý pěšec · f2 bílý král · h2 bílý pěšec · b1 černý jezdec · c1 černý král · d1 černý střelec · e1 černý jezdec | c5 černý pěšec · b4 černý pěšec · c4 černý pěšec · a3 černý střelec · b3 černý věž · c3 černý pěšec · d3 černý pěšec · a2 černý dáma · b2 černý pěšec · c2 černý pěšec · d2 černý věž · e2 černý pěšec · f2 bílý král · h2 bílý pěšec · b1 černý jezdec · c1 černý král · d1 černý střelec · e1 černý jezdec | 4 |
| 3 | c5 černý pěšec · b4 černý pěšec · c4 černý pěšec · a3 černý střelec · b3 černý věž · c3 černý pěšec · d3 černý pěšec · a2 černý dáma · b2 černý pěšec · c2 černý pěšec · d2 černý věž · e2 černý pěšec · f2 bílý král · h2 bílý pěšec · b1 černý jezdec · c1 černý král · d1 černý střelec · e1 černý jezdec | c5 černý pěšec · b4 černý pěšec · c4 černý pěšec · a3 černý střelec · b3 černý věž · c3 černý pěšec · d3 černý pěšec · a2 černý dáma · b2 černý pěšec · c2 černý pěšec · d2 černý věž · e2 černý pěšec · f2 bílý král · h2 bílý pěšec · b1 černý jezdec · c1 černý král · d1 černý střelec · e1 černý jezdec | c5 černý pěšec · b4 černý pěšec · c4 černý pěšec · a3 černý střelec · b3 černý věž · c3 černý pěšec · d3 černý pěšec · a2 černý dáma · b2 černý pěšec · c2 černý pěšec · d2 černý věž · e2 černý pěšec · f2 bílý král · h2 bílý pěšec · b1 černý jezdec · c1 černý král · d1 černý střelec · e1 černý jezdec | c5 černý pěšec · b4 černý pěšec · c4 černý pěšec · a3 černý střelec · b3 černý věž · c3 černý pěšec · d3 černý pěšec · a2 černý dáma · b2 černý pěšec · c2 černý pěšec · d2 černý věž · e2 černý pěšec · f2 bílý král · h2 bílý pěšec · b1 černý jezdec · c1 černý král · d1 černý střelec · e1 černý jezdec | c5 černý pěšec · b4 černý pěšec · c4 černý pěšec · a3 černý střelec · b3 černý věž · c3 černý pěšec · d3 černý pěšec · a2 černý dáma · b2 černý pěšec · c2 černý pěšec · d2 černý věž · e2 černý pěšec · f2 bílý král · h2 bílý pěšec · b1 černý jezdec · c1 černý král · d1 černý střelec · e1 černý jezdec | c5 černý pěšec · b4 černý pěšec · c4 černý pěšec · a3 černý střelec · b3 černý věž · c3 černý pěšec · d3 černý pěšec · a2 černý dáma · b2 černý pěšec · c2 černý pěšec · d2 černý věž · e2 černý pěšec · f2 bílý král · h2 bílý pěšec · b1 černý jezdec · c1 černý král · d1 černý střelec · e1 černý jezdec | c5 černý pěšec · b4 černý pěšec · c4 černý pěšec · a3 černý střelec · b3 černý věž · c3 černý pěšec · d3 černý pěšec · a2 černý dáma · b2 černý pěšec · c2 černý pěšec · d2 černý věž · e2 černý pěšec · f2 bílý král · h2 bílý pěšec · b1 černý jezdec · c1 černý král · d1 černý střelec · e1 černý jezdec | c5 černý pěšec · b4 černý pěšec · c4 černý pěšec · a3 černý střelec · b3 černý věž · c3 černý pěšec · d3 černý pěšec · a2 černý dáma · b2 černý pěšec · c2 černý pěšec · d2 černý věž · e2 černý pěšec · f2 bílý král · h2 bílý pěšec · b1 černý jezdec · c1 černý král · d1 černý střelec · e1 černý jezdec | 3 |
| 2 | c5 černý pěšec · b4 černý pěšec · c4 černý pěšec · a3 černý střelec · b3 černý věž · c3 černý pěšec · d3 černý pěšec · a2 černý dáma · b2 černý pěšec · c2 černý pěšec · d2 černý věž · e2 černý pěšec · f2 bílý král · h2 bílý pěšec · b1 černý jezdec · c1 černý král · d1 černý střelec · e1 černý jezdec | c5 černý pěšec · b4 černý pěšec · c4 černý pěšec · a3 černý střelec · b3 černý věž · c3 černý pěšec · d3 černý pěšec · a2 černý dáma · b2 černý pěšec · c2 černý pěšec · d2 černý věž · e2 černý pěšec · f2 bílý král · h2 bílý pěšec · b1 černý jezdec · c1 černý král · d1 černý střelec · e1 černý jezdec | c5 černý pěšec · b4 černý pěšec · c4 černý pěšec · a3 černý střelec · b3 černý věž · c3 černý pěšec · d3 černý pěšec · a2 černý dáma · b2 černý pěšec · c2 černý pěšec · d2 černý věž · e2 černý pěšec · f2 bílý král · h2 bílý pěšec · b1 černý jezdec · c1 černý král · d1 černý střelec · e1 černý jezdec | c5 černý pěšec · b4 černý pěšec · c4 černý pěšec · a3 černý střelec · b3 černý věž · c3 černý pěšec · d3 černý pěšec · a2 černý dáma · b2 černý pěšec · c2 černý pěšec · d2 černý věž · e2 černý pěšec · f2 bílý král · h2 bílý pěšec · b1 černý jezdec · c1 černý král · d1 černý střelec · e1 černý jezdec | c5 černý pěšec · b4 černý pěšec · c4 černý pěšec · a3 černý střelec · b3 černý věž · c3 černý pěšec · d3 černý pěšec · a2 černý dáma · b2 černý pěšec · c2 černý pěšec · d2 černý věž · e2 černý pěšec · f2 bílý král · h2 bílý pěšec · b1 černý jezdec · c1 černý král · d1 černý střelec · e1 černý jezdec | c5 černý pěšec · b4 černý pěšec · c4 černý pěšec · a3 černý střelec · b3 černý věž · c3 černý pěšec · d3 černý pěšec · a2 černý dáma · b2 černý pěšec · c2 černý pěšec · d2 černý věž · e2 černý pěšec · f2 bílý král · h2 bílý pěšec · b1 černý jezdec · c1 černý král · d1 černý střelec · e1 černý jezdec | c5 černý pěšec · b4 černý pěšec · c4 černý pěšec · a3 černý střelec · b3 černý věž · c3 černý pěšec · d3 černý pěšec · a2 černý dáma · b2 černý pěšec · c2 černý pěšec · d2 černý věž · e2 černý pěšec · f2 bílý král · h2 bílý pěšec · b1 černý jezdec · c1 černý král · d1 černý střelec · e1 černý jezdec | c5 černý pěšec · b4 černý pěšec · c4 černý pěšec · a3 černý střelec · b3 černý věž · c3 černý pěšec · d3 černý pěšec · a2 černý dáma · b2 černý pěšec · c2 černý pěšec · d2 černý věž · e2 černý pěšec · f2 bílý král · h2 bílý pěšec · b1 černý jezdec · c1 černý král · d1 černý střelec · e1 černý jezdec | 2 |
| 1 | c5 černý pěšec · b4 černý pěšec · c4 černý pěšec · a3 černý střelec · b3 černý věž · c3 černý pěšec · d3 černý pěšec · a2 černý dáma · b2 černý pěšec · c2 černý pěšec · d2 černý věž · e2 černý pěšec · f2 bílý král · h2 bílý pěšec · b1 černý jezdec · c1 černý král · d1 černý střelec · e1 černý jezdec | c5 černý pěšec · b4 černý pěšec · c4 černý pěšec · a3 černý střelec · b3 černý věž · c3 černý pěšec · d3 černý pěšec · a2 černý dáma · b2 černý pěšec · c2 černý pěšec · d2 černý věž · e2 černý pěšec · f2 bílý král · h2 bílý pěšec · b1 černý jezdec · c1 černý král · d1 černý střelec · e1 černý jezdec | c5 černý pěšec · b4 černý pěšec · c4 černý pěšec · a3 černý střelec · b3 černý věž · c3 černý pěšec · d3 černý pěšec · a2 černý dáma · b2 černý pěšec · c2 černý pěšec · d2 černý věž · e2 černý pěšec · f2 bílý král · h2 bílý pěšec · b1 černý jezdec · c1 černý král · d1 černý střelec · e1 černý jezdec | c5 černý pěšec · b4 černý pěšec · c4 černý pěšec · a3 černý střelec · b3 černý věž · c3 černý pěšec · d3 černý pěšec · a2 černý dáma · b2 černý pěšec · c2 černý pěšec · d2 černý věž · e2 černý pěšec · f2 bílý král · h2 bílý pěšec · b1 černý jezdec · c1 černý král · d1 černý střelec · e1 černý jezdec | c5 černý pěšec · b4 černý pěšec · c4 černý pěšec · a3 černý střelec · b3 černý věž · c3 černý pěšec · d3 černý pěšec · a2 černý dáma · b2 černý pěšec · c2 černý pěšec · d2 černý věž · e2 černý pěšec · f2 bílý král · h2 bílý pěšec · b1 černý jezdec · c1 černý král · d1 černý střelec · e1 černý jezdec | c5 černý pěšec · b4 černý pěšec · c4 černý pěšec · a3 černý střelec · b3 černý věž · c3 černý pěšec · d3 černý pěšec · a2 černý dáma · b2 černý pěšec · c2 černý pěšec · d2 černý věž · e2 černý pěšec · f2 bílý král · h2 bílý pěšec · b1 černý jezdec · c1 černý král · d1 černý střelec · e1 černý jezdec | c5 černý pěšec · b4 černý pěšec · c4 černý pěšec · a3 černý střelec · b3 černý věž · c3 černý pěšec · d3 černý pěšec · a2 černý dáma · b2 černý pěšec · c2 černý pěšec · d2 černý věž · e2 černý pěšec · f2 bílý král · h2 bílý pěšec · b1 černý jezdec · c1 černý král · d1 černý střelec · e1 černý jezdec | c5 černý pěšec · b4 černý pěšec · c4 černý pěšec · a3 černý střelec · b3 černý věž · c3 černý pěšec · d3 černý pěšec · a2 černý dáma · b2 černý pěšec · c2 černý pěšec · d2 černý věž · e2 černý pěšec · f2 bílý král · h2 bílý pěšec · b1 černý jezdec · c1 černý král · d1 černý střelec · e1 černý jezdec | 1 |
|   | a | b | c | d | e | f | g | h |   |

Groteska je druh šachové skladby studující zvláště nepravděpodobnou pozici v šachové koncovce. Úkolem bílého často bývá porazit velmi malými silami daleko početnějšího protivníka. Důležitým tématem grotesky je humor.

## Groteska Ottó Bláthy
|   | a | b | c | d | e | f | g | h |   |
| 8 | e6 bílý jezdec · e5 bílý dáma · b4 černý pěšec · c4 černý pěšec · b3 černý pěšec · f3 bílý jezdec · a2 černý střelec · b2 černý pěšec · c2 černý dáma · d2 černý pěšec · f2 černý pěšec · a1 černý jezdec · b1 černý věž · c1 černý král · d1 černý věž · e1 černý střelec · f1 bílý král | e6 bílý jezdec · e5 bílý dáma · b4 černý pěšec · c4 černý pěšec · b3 černý pěšec · f3 bílý jezdec · a2 černý střelec · b2 černý pěšec · c2 černý dáma · d2 černý pěšec · f2 černý pěšec · a1 černý jezdec · b1 černý věž · c1 černý král · d1 černý věž · e1 černý střelec · f1 bílý král | e6 bílý jezdec · e5 bílý dáma · b4 černý pěšec · c4 černý pěšec · b3 černý pěšec · f3 bílý jezdec · a2 černý střelec · b2 černý pěšec · c2 černý dáma · d2 černý pěšec · f2 černý pěšec · a1 černý jezdec · b1 černý věž · c1 černý král · d1 černý věž · e1 černý střelec · f1 bílý král | e6 bílý jezdec · e5 bílý dáma · b4 černý pěšec · c4 černý pěšec · b3 černý pěšec · f3 bílý jezdec · a2 černý střelec · b2 černý pěšec · c2 černý dáma · d2 černý pěšec · f2 černý pěšec · a1 černý jezdec · b1 černý věž · c1 černý král · d1 černý věž · e1 černý střelec · f1 bílý král | e6 bílý jezdec · e5 bílý dáma · b4 černý pěšec · c4 černý pěšec · b3 černý pěšec · f3 bílý jezdec · a2 černý střelec · b2 černý pěšec · c2 černý dáma · d2 černý pěšec · f2 černý pěšec · a1 černý jezdec · b1 černý věž · c1 černý král · d1 černý věž · e1 černý střelec · f1 bílý král | e6 bílý jezdec · e5 bílý dáma · b4 černý pěšec · c4 černý pěšec · b3 černý pěšec · f3 bílý jezdec · a2 černý střelec · b2 černý pěšec · c2 černý dáma · d2 černý pěšec · f2 černý pěšec · a1 černý jezdec · b1 černý věž · c1 černý král · d1 černý věž · e1 černý střelec · f1 bílý král | e6 bílý jezdec · e5 bílý dáma · b4 černý pěšec · c4 černý pěšec · b3 černý pěšec · f3 bílý jezdec · a2 černý střelec · b2 černý pěšec · c2 černý dáma · d2 černý pěšec · f2 černý pěšec · a1 černý jezdec · b1 černý věž · c1 černý král · d1 černý věž · e1 černý střelec · f1 bílý král | e6 bílý jezdec · e5 bílý dáma · b4 černý pěšec · c4 černý pěšec · b3 černý pěšec · f3 bílý jezdec · a2 černý střelec · b2 černý pěšec · c2 černý dáma · d2 černý pěšec · f2 černý pěšec · a1 černý jezdec · b1 černý věž · c1 černý král · d1 černý věž · e1 černý střelec · f1 bílý král | 8 |
| 7 | e6 bílý jezdec · e5 bílý dáma · b4 černý pěšec · c4 černý pěšec · b3 černý pěšec · f3 bílý jezdec · a2 černý střelec · b2 černý pěšec · c2 černý dáma · d2 černý pěšec · f2 černý pěšec · a1 černý jezdec · b1 černý věž · c1 černý král · d1 černý věž · e1 černý střelec · f1 bílý král | e6 bílý jezdec · e5 bílý dáma · b4 černý pěšec · c4 černý pěšec · b3 černý pěšec · f3 bílý jezdec · a2 černý střelec · b2 černý pěšec · c2 černý dáma · d2 černý pěšec · f2 černý pěšec · a1 černý jezdec · b1 černý věž · c1 černý král · d1 černý věž · e1 černý střelec · f1 bílý král | e6 bílý jezdec · e5 bílý dáma · b4 černý pěšec · c4 černý pěšec · b3 černý pěšec · f3 bílý jezdec · a2 černý střelec · b2 černý pěšec · c2 černý dáma · d2 černý pěšec · f2 černý pěšec · a1 černý jezdec · b1 černý věž · c1 černý král · d1 černý věž · e1 černý střelec · f1 bílý král | e6 bílý jezdec · e5 bílý dáma · b4 černý pěšec · c4 černý pěšec · b3 černý pěšec · f3 bílý jezdec · a2 černý střelec · b2 černý pěšec · c2 černý dáma · d2 černý pěšec · f2 černý pěšec · a1 černý jezdec · b1 černý věž · c1 černý král · d1 černý věž · e1 černý střelec · f1 bílý král | e6 bílý jezdec · e5 bílý dáma · b4 černý pěšec · c4 černý pěšec · b3 černý pěšec · f3 bílý jezdec · a2 černý střelec · b2 černý pěšec · c2 černý dáma · d2 černý pěšec · f2 černý pěšec · a1 černý jezdec · b1 černý věž · c1 černý král · d1 černý věž · e1 černý střelec · f1 bílý král | e6 bílý jezdec · e5 bílý dáma · b4 černý pěšec · c4 černý pěšec · b3 černý pěšec · f3 bílý jezdec · a2 černý střelec · b2 černý pěšec · c2 černý dáma · d2 černý pěšec · f2 černý pěšec · a1 černý jezdec · b1 černý věž · c1 černý král · d1 černý věž · e1 černý střelec · f1 bílý král | e6 bílý jezdec · e5 bílý dáma · b4 černý pěšec · c4 černý pěšec · b3 černý pěšec · f3 bílý jezdec · a2 černý střelec · b2 černý pěšec · c2 černý dáma · d2 černý pěšec · f2 černý pěšec · a1 černý jezdec · b1 černý věž · c1 černý král · d1 černý věž · e1 černý střelec · f1 bílý král | e6 bílý jezdec · e5 bílý dáma · b4 černý pěšec · c4 černý pěšec · b3 černý pěšec · f3 bílý jezdec · a2 černý střelec · b2 černý pěšec · c2 černý dáma · d2 černý pěšec · f2 černý pěšec · a1 černý jezdec · b1 černý věž · c1 černý král · d1 černý věž · e1 černý střelec · f1 bílý král | 7 |
| 6 | e6 bílý jezdec · e5 bílý dáma · b4 černý pěšec · c4 černý pěšec · b3 černý pěšec · f3 bílý jezdec · a2 černý střelec · b2 černý pěšec · c2 černý dáma · d2 černý pěšec · f2 černý pěšec · a1 černý jezdec · b1 černý věž · c1 černý král · d1 černý věž · e1 černý střelec · f1 bílý král | e6 bílý jezdec · e5 bílý dáma · b4 černý pěšec · c4 černý pěšec · b3 černý pěšec · f3 bílý jezdec · a2 černý střelec · b2 černý pěšec · c2 černý dáma · d2 černý pěšec · f2 černý pěšec · a1 černý jezdec · b1 černý věž · c1 černý král · d1 černý věž · e1 černý střelec · f1 bílý král | e6 bílý jezdec · e5 bílý dáma · b4 černý pěšec · c4 černý pěšec · b3 černý pěšec · f3 bílý jezdec · a2 černý střelec · b2 černý pěšec · c2 černý dáma · d2 černý pěšec · f2 černý pěšec · a1 černý jezdec · b1 černý věž · c1 černý král · d1 černý věž · e1 černý střelec · f1 bílý král | e6 bílý jezdec · e5 bílý dáma · b4 černý pěšec · c4 černý pěšec · b3 černý pěšec · f3 bílý jezdec · a2 černý střelec · b2 černý pěšec · c2 černý dáma · d2 černý pěšec · f2 černý pěšec · a1 černý jezdec · b1 černý věž · c1 černý král · d1 černý věž · e1 černý střelec · f1 bílý král | e6 bílý jezdec · e5 bílý dáma · b4 černý pěšec · c4 černý pěšec · b3 černý pěšec · f3 bílý jezdec · a2 černý střelec · b2 černý pěšec · c2 černý dáma · d2 černý pěšec · f2 černý pěšec · a1 černý jezdec · b1 černý věž · c1 černý král · d1 černý věž · e1 černý střelec · f1 bílý král | e6 bílý jezdec · e5 bílý dáma · b4 černý pěšec · c4 černý pěšec · b3 černý pěšec · f3 bílý jezdec · a2 černý střelec · b2 černý pěšec · c2 černý dáma · d2 černý pěšec · f2 černý pěšec · a1 černý jezdec · b1 černý věž · c1 černý král · d1 černý věž · e1 černý střelec · f1 bílý král | e6 bílý jezdec · e5 bílý dáma · b4 černý pěšec · c4 černý pěšec · b3 černý pěšec · f3 bílý jezdec · a2 černý střelec · b2 černý pěšec · c2 černý dáma · d2 černý pěšec · f2 černý pěšec · a1 černý jezdec · b1 černý věž · c1 černý král · d1 černý věž · e1 černý střelec · f1 bílý král | e6 bílý jezdec · e5 bílý dáma · b4 černý pěšec · c4 černý pěšec · b3 černý pěšec · f3 bílý jezdec · a2 černý střelec · b2 černý pěšec · c2 černý dáma · d2 černý pěšec · f2 černý pěšec · a1 černý jezdec · b1 černý věž · c1 černý král · d1 černý věž · e1 černý střelec · f1 bílý král | 6 |
| 5 | e6 bílý jezdec · e5 bílý dáma · b4 černý pěšec · c4 černý pěšec · b3 černý pěšec · f3 bílý jezdec · a2 černý střelec · b2 černý pěšec · c2 černý dáma · d2 černý pěšec · f2 černý pěšec · a1 černý jezdec · b1 černý věž · c1 černý král · d1 černý věž · e1 černý střelec · f1 bílý král | e6 bílý jezdec · e5 bílý dáma · b4 černý pěšec · c4 černý pěšec · b3 černý pěšec · f3 bílý jezdec · a2 černý střelec · b2 černý pěšec · c2 černý dáma · d2 černý pěšec · f2 černý pěšec · a1 černý jezdec · b1 černý věž · c1 černý král · d1 černý věž · e1 černý střelec · f1 bílý král | e6 bílý jezdec · e5 bílý dáma · b4 černý pěšec · c4 černý pěšec · b3 černý pěšec · f3 bílý jezdec · a2 černý střelec · b2 černý pěšec · c2 černý dáma · d2 černý pěšec · f2 černý pěšec · a1 černý jezdec · b1 černý věž · c1 černý král · d1 černý věž · e1 černý střelec · f1 bílý král | e6 bílý jezdec · e5 bílý dáma · b4 černý pěšec · c4 černý pěšec · b3 černý pěšec · f3 bílý jezdec · a2 černý střelec · b2 černý pěšec · c2 černý dáma · d2 černý pěšec · f2 černý pěšec · a1 černý jezdec · b1 černý věž · c1 černý král · d1 černý věž · e1 černý střelec · f1 bílý král | e6 bílý jezdec · e5 bílý dáma · b4 černý pěšec · c4 černý pěšec · b3 černý pěšec · f3 bílý jezdec · a2 černý střelec · b2 černý pěšec · c2 černý dáma · d2 černý pěšec · f2 černý pěšec · a1 černý jezdec · b1 černý věž · c1 černý král · d1 černý věž · e1 černý střelec · f1 bílý král | e6 bílý jezdec · e5 bílý dáma · b4 černý pěšec · c4 černý pěšec · b3 černý pěšec · f3 bílý jezdec · a2 černý střelec · b2 černý pěšec · c2 černý dáma · d2 černý pěšec · f2 černý pěšec · a1 černý jezdec · b1 černý věž · c1 černý král · d1 černý věž · e1 černý střelec · f1 bílý král | e6 bílý jezdec · e5 bílý dáma · b4 černý pěšec · c4 černý pěšec · b3 černý pěšec · f3 bílý jezdec · a2 černý střelec · b2 černý pěšec · c2 černý dáma · d2 černý pěšec · f2 černý pěšec · a1 černý jezdec · b1 černý věž · c1 černý král · d1 černý věž · e1 černý střelec · f1 bílý král | e6 bílý jezdec · e5 bílý dáma · b4 černý pěšec · c4 černý pěšec · b3 černý pěšec · f3 bílý jezdec · a2 černý střelec · b2 černý pěšec · c2 černý dáma · d2 černý pěšec · f2 černý pěšec · a1 černý jezdec · b1 černý věž · c1 černý král · d1 černý věž · e1 černý střelec · f1 bílý král | 5 |
| 4 | e6 bílý jezdec · e5 bílý dáma · b4 černý pěšec · c4 černý pěšec · b3 černý pěšec · f3 bílý jezdec · a2 černý střelec · b2 černý pěšec · c2 černý dáma · d2 černý pěšec · f2 černý pěšec · a1 černý jezdec · b1 černý věž · c1 černý král · d1 černý věž · e1 černý střelec · f1 bílý král | e6 bílý jezdec · e5 bílý dáma · b4 černý pěšec · c4 černý pěšec · b3 černý pěšec · f3 bílý jezdec · a2 černý střelec · b2 černý pěšec · c2 černý dáma · d2 černý pěšec · f2 černý pěšec · a1 černý jezdec · b1 černý věž · c1 černý král · d1 černý věž · e1 černý střelec · f1 bílý král | e6 bílý jezdec · e5 bílý dáma · b4 černý pěšec · c4 černý pěšec · b3 černý pěšec · f3 bílý jezdec · a2 černý střelec · b2 černý pěšec · c2 černý dáma · d2 černý pěšec · f2 černý pěšec · a1 černý jezdec · b1 černý věž · c1 černý král · d1 černý věž · e1 černý střelec · f1 bílý král | e6 bílý jezdec · e5 bílý dáma · b4 černý pěšec · c4 černý pěšec · b3 černý pěšec · f3 bílý jezdec · a2 černý střelec · b2 černý pěšec · c2 černý dáma · d2 černý pěšec · f2 černý pěšec · a1 černý jezdec · b1 černý věž · c1 černý král · d1 černý věž · e1 černý střelec · f1 bílý král | e6 bílý jezdec · e5 bílý dáma · b4 černý pěšec · c4 černý pěšec · b3 černý pěšec · f3 bílý jezdec · a2 černý střelec · b2 černý pěšec · c2 černý dáma · d2 černý pěšec · f2 černý pěšec · a1 černý jezdec · b1 černý věž · c1 černý král · d1 černý věž · e1 černý střelec · f1 bílý král | e6 bílý jezdec · e5 bílý dáma · b4 černý pěšec · c4 černý pěšec · b3 černý pěšec · f3 bílý jezdec · a2 černý střelec · b2 černý pěšec · c2 černý dáma · d2 černý pěšec · f2 černý pěšec · a1 černý jezdec · b1 černý věž · c1 černý král · d1 černý věž · e1 černý střelec · f1 bílý král | e6 bílý jezdec · e5 bílý dáma · b4 černý pěšec · c4 černý pěšec · b3 černý pěšec · f3 bílý jezdec · a2 černý střelec · b2 černý pěšec · c2 černý dáma · d2 černý pěšec · f2 černý pěšec · a1 černý jezdec · b1 černý věž · c1 černý král · d1 černý věž · e1 černý střelec · f1 bílý král | e6 bílý jezdec · e5 bílý dáma · b4 černý pěšec · c4 černý pěšec · b3 černý pěšec · f3 bílý jezdec · a2 černý střelec · b2 černý pěšec · c2 černý dáma · d2 černý pěšec · f2 černý pěšec · a1 černý jezdec · b1 černý věž · c1 černý král · d1 černý věž · e1 černý střelec · f1 bílý král | 4 |
| 3 | e6 bílý jezdec · e5 bílý dáma · b4 černý pěšec · c4 černý pěšec · b3 černý pěšec · f3 bílý jezdec · a2 černý střelec · b2 černý pěšec · c2 černý dáma · d2 černý pěšec · f2 černý pěšec · a1 černý jezdec · b1 černý věž · c1 černý král · d1 černý věž · e1 černý střelec · f1 bílý král | e6 bílý jezdec · e5 bílý dáma · b4 černý pěšec · c4 černý pěšec · b3 černý pěšec · f3 bílý jezdec · a2 černý střelec · b2 černý pěšec · c2 černý dáma · d2 černý pěšec · f2 černý pěšec · a1 černý jezdec · b1 černý věž · c1 černý král · d1 černý věž · e1 černý střelec · f1 bílý král | e6 bílý jezdec · e5 bílý dáma · b4 černý pěšec · c4 černý pěšec · b3 černý pěšec · f3 bílý jezdec · a2 černý střelec · b2 černý pěšec · c2 černý dáma · d2 černý pěšec · f2 černý pěšec · a1 černý jezdec · b1 černý věž · c1 černý král · d1 černý věž · e1 černý střelec · f1 bílý král | e6 bílý jezdec · e5 bílý dáma · b4 černý pěšec · c4 černý pěšec · b3 černý pěšec · f3 bílý jezdec · a2 černý střelec · b2 černý pěšec · c2 černý dáma · d2 černý pěšec · f2 černý pěšec · a1 černý jezdec · b1 černý věž · c1 černý král · d1 černý věž · e1 černý střelec · f1 bílý král | e6 bílý jezdec · e5 bílý dáma · b4 černý pěšec · c4 černý pěšec · b3 černý pěšec · f3 bílý jezdec · a2 černý střelec · b2 černý pěšec · c2 černý dáma · d2 černý pěšec · f2 černý pěšec · a1 černý jezdec · b1 černý věž · c1 černý král · d1 černý věž · e1 černý střelec · f1 bílý král | e6 bílý jezdec · e5 bílý dáma · b4 černý pěšec · c4 černý pěšec · b3 černý pěšec · f3 bílý jezdec · a2 černý střelec · b2 černý pěšec · c2 černý dáma · d2 černý pěšec · f2 černý pěšec · a1 černý jezdec · b1 černý věž · c1 černý král · d1 černý věž · e1 černý střelec · f1 bílý král | e6 bílý jezdec · e5 bílý dáma · b4 černý pěšec · c4 černý pěšec · b3 černý pěšec · f3 bílý jezdec · a2 černý střelec · b2 černý pěšec · c2 černý dáma · d2 černý pěšec · f2 černý pěšec · a1 černý jezdec · b1 černý věž · c1 černý král · d1 černý věž · e1 černý střelec · f1 bílý král | e6 bílý jezdec · e5 bílý dáma · b4 černý pěšec · c4 černý pěšec · b3 černý pěšec · f3 bílý jezdec · a2 černý střelec · b2 černý pěšec · c2 černý dáma · d2 černý pěšec · f2 černý pěšec · a1 černý jezdec · b1 černý věž · c1 černý král · d1 černý věž · e1 černý střelec · f1 bílý král | 3 |
| 2 | e6 bílý jezdec · e5 bílý dáma · b4 černý pěšec · c4 černý pěšec · b3 černý pěšec · f3 bílý jezdec · a2 černý střelec · b2 černý pěšec · c2 černý dáma · d2 černý pěšec · f2 černý pěšec · a1 černý jezdec · b1 černý věž · c1 černý král · d1 černý věž · e1 černý střelec · f1 bílý král | e6 bílý jezdec · e5 bílý dáma · b4 černý pěšec · c4 černý pěšec · b3 černý pěšec · f3 bílý jezdec · a2 černý střelec · b2 černý pěšec · c2 černý dáma · d2 černý pěšec · f2 černý pěšec · a1 černý jezdec · b1 černý věž · c1 černý král · d1 černý věž · e1 černý střelec · f1 bílý král | e6 bílý jezdec · e5 bílý dáma · b4 černý pěšec · c4 černý pěšec · b3 černý pěšec · f3 bílý jezdec · a2 černý střelec · b2 černý pěšec · c2 černý dáma · d2 černý pěšec · f2 černý pěšec · a1 černý jezdec · b1 černý věž · c1 černý král · d1 černý věž · e1 černý střelec · f1 bílý král | e6 bílý jezdec · e5 bílý dáma · b4 černý pěšec · c4 černý pěšec · b3 černý pěšec · f3 bílý jezdec · a2 černý střelec · b2 černý pěšec · c2 černý dáma · d2 černý pěšec · f2 černý pěšec · a1 černý jezdec · b1 černý věž · c1 černý král · d1 černý věž · e1 černý střelec · f1 bílý král | e6 bílý jezdec · e5 bílý dáma · b4 černý pěšec · c4 černý pěšec · b3 černý pěšec · f3 bílý jezdec · a2 černý střelec · b2 černý pěšec · c2 černý dáma · d2 černý pěšec · f2 černý pěšec · a1 černý jezdec · b1 černý věž · c1 černý král · d1 černý věž · e1 černý střelec · f1 bílý král | e6 bílý jezdec · e5 bílý dáma · b4 černý pěšec · c4 černý pěšec · b3 černý pěšec · f3 bílý jezdec · a2 černý střelec · b2 černý pěšec · c2 černý dáma · d2 černý pěšec · f2 černý pěšec · a1 černý jezdec · b1 černý věž · c1 černý král · d1 černý věž · e1 černý střelec · f1 bílý král | e6 bílý jezdec · e5 bílý dáma · b4 černý pěšec · c4 černý pěšec · b3 černý pěšec · f3 bílý jezdec · a2 černý střelec · b2 černý pěšec · c2 černý dáma · d2 černý pěšec · f2 černý pěšec · a1 černý jezdec · b1 černý věž · c1 černý král · d1 černý věž · e1 černý střelec · f1 bílý král | e6 bílý jezdec · e5 bílý dáma · b4 černý pěšec · c4 černý pěšec · b3 černý pěšec · f3 bílý jezdec · a2 černý střelec · b2 černý pěšec · c2 černý dáma · d2 černý pěšec · f2 černý pěšec · a1 černý jezdec · b1 černý věž · c1 černý král · d1 černý věž · e1 černý střelec · f1 bílý král | 2 |
| 1 | e6 bílý jezdec · e5 bílý dáma · b4 černý pěšec · c4 černý pěšec · b3 černý pěšec · f3 bílý jezdec · a2 černý střelec · b2 černý pěšec · c2 černý dáma · d2 černý pěšec · f2 černý pěšec · a1 černý jezdec · b1 černý věž · c1 černý král · d1 černý věž · e1 černý střelec · f1 bílý král | e6 bílý jezdec · e5 bílý dáma · b4 černý pěšec · c4 černý pěšec · b3 černý pěšec · f3 bílý jezdec · a2 černý střelec · b2 černý pěšec · c2 černý dáma · d2 černý pěšec · f2 černý pěšec · a1 černý jezdec · b1 černý věž · c1 černý král · d1 černý věž · e1 černý střelec · f1 bílý král | e6 bílý jezdec · e5 bílý dáma · b4 černý pěšec · c4 černý pěšec · b3 černý pěšec · f3 bílý jezdec · a2 černý střelec · b2 černý pěšec · c2 černý dáma · d2 černý pěšec · f2 černý pěšec · a1 černý jezdec · b1 černý věž · c1 černý král · d1 černý věž · e1 černý střelec · f1 bílý král | e6 bílý jezdec · e5 bílý dáma · b4 černý pěšec · c4 černý pěšec · b3 černý pěšec · f3 bílý jezdec · a2 černý střelec · b2 černý pěšec · c2 černý dáma · d2 černý pěšec · f2 černý pěšec · a1 černý jezdec · b1 černý věž · c1 černý král · d1 černý věž · e1 černý střelec · f1 bílý král | e6 bílý jezdec · e5 bílý dáma · b4 černý pěšec · c4 černý pěšec · b3 černý pěšec · f3 bílý jezdec · a2 černý střelec · b2 černý pěšec · c2 černý dáma · d2 černý pěšec · f2 černý pěšec · a1 černý jezdec · b1 černý věž · c1 černý král · d1 černý věž · e1 černý střelec · f1 bílý král | e6 bílý jezdec · e5 bílý dáma · b4 černý pěšec · c4 černý pěšec · b3 černý pěšec · f3 bílý jezdec · a2 černý střelec · b2 černý pěšec · c2 černý dáma · d2 černý pěšec · f2 černý pěšec · a1 černý jezdec · b1 černý věž · c1 černý král · d1 černý věž · e1 černý střelec · f1 bílý král | e6 bílý jezdec · e5 bílý dáma · b4 černý pěšec · c4 černý pěšec · b3 černý pěšec · f3 bílý jezdec · a2 černý střelec · b2 černý pěšec · c2 černý dáma · d2 černý pěšec · f2 černý pěšec · a1 černý jezdec · b1 černý věž · c1 černý král · d1 černý věž · e1 černý střelec · f1 bílý král | e6 bílý jezdec · e5 bílý dáma · b4 černý pěšec · c4 černý pěšec · b3 černý pěšec · f3 bílý jezdec · a2 černý střelec · b2 černý pěšec · c2 černý dáma · d2 černý pěšec · f2 černý pěšec · a1 černý jezdec · b1 černý věž · c1 černý král · d1 černý věž · e1 černý střelec · f1 bílý král | 1 |
|   | a | b | c | d | e | f | g | h |   |

Na prvním diagramu je zobrazen zvláště extrémní případ, jehož autorem je maďarský kompoziční šachista
Ottó Bláthy. V úvodní pozici stojí proti bílému králi a jedinému bílému pěšci, který ještě ani nestačil opustit své startovní pole, všech šestnáct černých figur. Bílý přesto dokáže dát černému mat.
Řešením je úvodní tah 1. Kxe1, po němž následuje 1. ... Da1 2. h3! Da2 3. h4 Da1 4. h5 Da2 5. h6 Da1 6. h7 Da2 7. h8J! Da1 8. Jf7 Da2 9. Jd8 Da1 10. Je6 Da2 11. Jxc5 Da1 12. Je4 Da2 13. Jd6 Da1 14. Jxc4 Da2 15. Ja5 Da1 16. Jxb3#.
Když bílý zahraje závěrečný tah Jxb3, musí černá dáma stát na poli a1, nikoliv a2. Proto ve druhém tahu bílý musí hrát 2. h3; tah 2. h4 by nefungoval. Ze stejného důvodu nemůže proměněný bílý jezdec zvolit přímější cestu na pole b3. Kdyby hrál 8. Jg6 Da2 9. Je5 Da1 10. Jxc4 Da2 11. Ja5, mohl by nyní černý zahrát 11. ... c4!, takže hra by pokračovala 12. Jxc4 Da1 13. Ja5 Qa2. Bílý ztratil tah a nyní už černého matovat nedokáže. Nutnost přesného načasování je častou vlastností tohoto typu šachové skladby.

## Úloha Tigrana Gorgieva
|   | a | b | c | d | e | f | g | h |   |
| 8 | b5 černý král · f5 černý pěšec · a4 černý pěšec · c4 černý pěšec · e4 černý pěšec · f4 bílý pěšec · g4 černý pěšec · a3 bílý pěšec · b3 černý pěšec · c3 bílý pěšec · d3 černý pěšec · e3 bílý pěšec · g3 bílý pěšec · h3 černý pěšec · b2 bílý pěšec · d2 bílý pěšec · h2 bílý pěšec · a1 bílý dáma · b1 bílý jezdec · c1 bílý král · f1 bílý jezdec · g1 bílý věž · h1 bílý věž | b5 černý král · f5 černý pěšec · a4 černý pěšec · c4 černý pěšec · e4 černý pěšec · f4 bílý pěšec · g4 černý pěšec · a3 bílý pěšec · b3 černý pěšec · c3 bílý pěšec · d3 černý pěšec · e3 bílý pěšec · g3 bílý pěšec · h3 černý pěšec · b2 bílý pěšec · d2 bílý pěšec · h2 bílý pěšec · a1 bílý dáma · b1 bílý jezdec · c1 bílý král · f1 bílý jezdec · g1 bílý věž · h1 bílý věž | b5 černý král · f5 černý pěšec · a4 černý pěšec · c4 černý pěšec · e4 černý pěšec · f4 bílý pěšec · g4 černý pěšec · a3 bílý pěšec · b3 černý pěšec · c3 bílý pěšec · d3 černý pěšec · e3 bílý pěšec · g3 bílý pěšec · h3 černý pěšec · b2 bílý pěšec · d2 bílý pěšec · h2 bílý pěšec · a1 bílý dáma · b1 bílý jezdec · c1 bílý král · f1 bílý jezdec · g1 bílý věž · h1 bílý věž | b5 černý král · f5 černý pěšec · a4 černý pěšec · c4 černý pěšec · e4 černý pěšec · f4 bílý pěšec · g4 černý pěšec · a3 bílý pěšec · b3 černý pěšec · c3 bílý pěšec · d3 černý pěšec · e3 bílý pěšec · g3 bílý pěšec · h3 černý pěšec · b2 bílý pěšec · d2 bílý pěšec · h2 bílý pěšec · a1 bílý dáma · b1 bílý jezdec · c1 bílý král · f1 bílý jezdec · g1 bílý věž · h1 bílý věž | b5 černý král · f5 černý pěšec · a4 černý pěšec · c4 černý pěšec · e4 černý pěšec · f4 bílý pěšec · g4 černý pěšec · a3 bílý pěšec · b3 černý pěšec · c3 bílý pěšec · d3 černý pěšec · e3 bílý pěšec · g3 bílý pěšec · h3 černý pěšec · b2 bílý pěšec · d2 bílý pěšec · h2 bílý pěšec · a1 bílý dáma · b1 bílý jezdec · c1 bílý král · f1 bílý jezdec · g1 bílý věž · h1 bílý věž | b5 černý král · f5 černý pěšec · a4 černý pěšec · c4 černý pěšec · e4 černý pěšec · f4 bílý pěšec · g4 černý pěšec · a3 bílý pěšec · b3 černý pěšec · c3 bílý pěšec · d3 černý pěšec · e3 bílý pěšec · g3 bílý pěšec · h3 černý pěšec · b2 bílý pěšec · d2 bílý pěšec · h2 bílý pěšec · a1 bílý dáma · b1 bílý jezdec · c1 bílý král · f1 bílý jezdec · g1 bílý věž · h1 bílý věž | b5 černý král · f5 černý pěšec · a4 černý pěšec · c4 černý pěšec · e4 černý pěšec · f4 bílý pěšec · g4 černý pěšec · a3 bílý pěšec · b3 černý pěšec · c3 bílý pěšec · d3 černý pěšec · e3 bílý pěšec · g3 bílý pěšec · h3 černý pěšec · b2 bílý pěšec · d2 bílý pěšec · h2 bílý pěšec · a1 bílý dáma · b1 bílý jezdec · c1 bílý král · f1 bílý jezdec · g1 bílý věž · h1 bílý věž | b5 černý král · f5 černý pěšec · a4 černý pěšec · c4 černý pěšec · e4 černý pěšec · f4 bílý pěšec · g4 černý pěšec · a3 bílý pěšec · b3 černý pěšec · c3 bílý pěšec · d3 černý pěšec · e3 bílý pěšec · g3 bílý pěšec · h3 černý pěšec · b2 bílý pěšec · d2 bílý pěšec · h2 bílý pěšec · a1 bílý dáma · b1 bílý jezdec · c1 bílý král · f1 bílý jezdec · g1 bílý věž · h1 bílý věž | 8 |
| 7 | b5 černý král · f5 černý pěšec · a4 černý pěšec · c4 černý pěšec · e4 černý pěšec · f4 bílý pěšec · g4 černý pěšec · a3 bílý pěšec · b3 černý pěšec · c3 bílý pěšec · d3 černý pěšec · e3 bílý pěšec · g3 bílý pěšec · h3 černý pěšec · b2 bílý pěšec · d2 bílý pěšec · h2 bílý pěšec · a1 bílý dáma · b1 bílý jezdec · c1 bílý král · f1 bílý jezdec · g1 bílý věž · h1 bílý věž | b5 černý král · f5 černý pěšec · a4 černý pěšec · c4 černý pěšec · e4 černý pěšec · f4 bílý pěšec · g4 černý pěšec · a3 bílý pěšec · b3 černý pěšec · c3 bílý pěšec · d3 černý pěšec · e3 bílý pěšec · g3 bílý pěšec · h3 černý pěšec · b2 bílý pěšec · d2 bílý pěšec · h2 bílý pěšec · a1 bílý dáma · b1 bílý jezdec · c1 bílý král · f1 bílý jezdec · g1 bílý věž · h1 bílý věž | b5 černý král · f5 černý pěšec · a4 černý pěšec · c4 černý pěšec · e4 černý pěšec · f4 bílý pěšec · g4 černý pěšec · a3 bílý pěšec · b3 černý pěšec · c3 bílý pěšec · d3 černý pěšec · e3 bílý pěšec · g3 bílý pěšec · h3 černý pěšec · b2 bílý pěšec · d2 bílý pěšec · h2 bílý pěšec · a1 bílý dáma · b1 bílý jezdec · c1 bílý král · f1 bílý jezdec · g1 bílý věž · h1 bílý věž | b5 černý král · f5 černý pěšec · a4 černý pěšec · c4 černý pěšec · e4 černý pěšec · f4 bílý pěšec · g4 černý pěšec · a3 bílý pěšec · b3 černý pěšec · c3 bílý pěšec · d3 černý pěšec · e3 bílý pěšec · g3 bílý pěšec · h3 černý pěšec · b2 bílý pěšec · d2 bílý pěšec · h2 bílý pěšec · a1 bílý dáma · b1 bílý jezdec · c1 bílý král · f1 bílý jezdec · g1 bílý věž · h1 bílý věž | b5 černý král · f5 černý pěšec · a4 černý pěšec · c4 černý pěšec · e4 černý pěšec · f4 bílý pěšec · g4 černý pěšec · a3 bílý pěšec · b3 černý pěšec · c3 bílý pěšec · d3 černý pěšec · e3 bílý pěšec · g3 bílý pěšec · h3 černý pěšec · b2 bílý pěšec · d2 bílý pěšec · h2 bílý pěšec · a1 bílý dáma · b1 bílý jezdec · c1 bílý král · f1 bílý jezdec · g1 bílý věž · h1 bílý věž | b5 černý král · f5 černý pěšec · a4 černý pěšec · c4 černý pěšec · e4 černý pěšec · f4 bílý pěšec · g4 černý pěšec · a3 bílý pěšec · b3 černý pěšec · c3 bílý pěšec · d3 černý pěšec · e3 bílý pěšec · g3 bílý pěšec · h3 černý pěšec · b2 bílý pěšec · d2 bílý pěšec · h2 bílý pěšec · a1 bílý dáma · b1 bílý jezdec · c1 bílý král · f1 bílý jezdec · g1 bílý věž · h1 bílý věž | b5 černý král · f5 černý pěšec · a4 černý pěšec · c4 černý pěšec · e4 černý pěšec · f4 bílý pěšec · g4 černý pěšec · a3 bílý pěšec · b3 černý pěšec · c3 bílý pěšec · d3 černý pěšec · e3 bílý pěšec · g3 bílý pěšec · h3 černý pěšec · b2 bílý pěšec · d2 bílý pěšec · h2 bílý pěšec · a1 bílý dáma · b1 bílý jezdec · c1 bílý král · f1 bílý jezdec · g1 bílý věž · h1 bílý věž | b5 černý král · f5 černý pěšec · a4 černý pěšec · c4 černý pěšec · e4 černý pěšec · f4 bílý pěšec · g4 černý pěšec · a3 bílý pěšec · b3 černý pěšec · c3 bílý pěšec · d3 černý pěšec · e3 bílý pěšec · g3 bílý pěšec · h3 černý pěšec · b2 bílý pěšec · d2 bílý pěšec · h2 bílý pěšec · a1 bílý dáma · b1 bílý jezdec · c1 bílý král · f1 bílý jezdec · g1 bílý věž · h1 bílý věž | 7 |
| 6 | b5 černý král · f5 černý pěšec · a4 černý pěšec · c4 černý pěšec · e4 černý pěšec · f4 bílý pěšec · g4 černý pěšec · a3 bílý pěšec · b3 černý pěšec · c3 bílý pěšec · d3 černý pěšec · e3 bílý pěšec · g3 bílý pěšec · h3 černý pěšec · b2 bílý pěšec · d2 bílý pěšec · h2 bílý pěšec · a1 bílý dáma · b1 bílý jezdec · c1 bílý král · f1 bílý jezdec · g1 bílý věž · h1 bílý věž | b5 černý král · f5 černý pěšec · a4 černý pěšec · c4 černý pěšec · e4 černý pěšec · f4 bílý pěšec · g4 černý pěšec · a3 bílý pěšec · b3 černý pěšec · c3 bílý pěšec · d3 černý pěšec · e3 bílý pěšec · g3 bílý pěšec · h3 černý pěšec · b2 bílý pěšec · d2 bílý pěšec · h2 bílý pěšec · a1 bílý dáma · b1 bílý jezdec · c1 bílý král · f1 bílý jezdec · g1 bílý věž · h1 bílý věž | b5 černý král · f5 černý pěšec · a4 černý pěšec · c4 černý pěšec · e4 černý pěšec · f4 bílý pěšec · g4 černý pěšec · a3 bílý pěšec · b3 černý pěšec · c3 bílý pěšec · d3 černý pěšec · e3 bílý pěšec · g3 bílý pěšec · h3 černý pěšec · b2 bílý pěšec · d2 bílý pěšec · h2 bílý pěšec · a1 bílý dáma · b1 bílý jezdec · c1 bílý král · f1 bílý jezdec · g1 bílý věž · h1 bílý věž | b5 černý král · f5 černý pěšec · a4 černý pěšec · c4 černý pěšec · e4 černý pěšec · f4 bílý pěšec · g4 černý pěšec · a3 bílý pěšec · b3 černý pěšec · c3 bílý pěšec · d3 černý pěšec · e3 bílý pěšec · g3 bílý pěšec · h3 černý pěšec · b2 bílý pěšec · d2 bílý pěšec · h2 bílý pěšec · a1 bílý dáma · b1 bílý jezdec · c1 bílý král · f1 bílý jezdec · g1 bílý věž · h1 bílý věž | b5 černý král · f5 černý pěšec · a4 černý pěšec · c4 černý pěšec · e4 černý pěšec · f4 bílý pěšec · g4 černý pěšec · a3 bílý pěšec · b3 černý pěšec · c3 bílý pěšec · d3 černý pěšec · e3 bílý pěšec · g3 bílý pěšec · h3 černý pěšec · b2 bílý pěšec · d2 bílý pěšec · h2 bílý pěšec · a1 bílý dáma · b1 bílý jezdec · c1 bílý král · f1 bílý jezdec · g1 bílý věž · h1 bílý věž | b5 černý král · f5 černý pěšec · a4 černý pěšec · c4 černý pěšec · e4 černý pěšec · f4 bílý pěšec · g4 černý pěšec · a3 bílý pěšec · b3 černý pěšec · c3 bílý pěšec · d3 černý pěšec · e3 bílý pěšec · g3 bílý pěšec · h3 černý pěšec · b2 bílý pěšec · d2 bílý pěšec · h2 bílý pěšec · a1 bílý dáma · b1 bílý jezdec · c1 bílý král · f1 bílý jezdec · g1 bílý věž · h1 bílý věž | b5 černý král · f5 černý pěšec · a4 černý pěšec · c4 černý pěšec · e4 černý pěšec · f4 bílý pěšec · g4 černý pěšec · a3 bílý pěšec · b3 černý pěšec · c3 bílý pěšec · d3 černý pěšec · e3 bílý pěšec · g3 bílý pěšec · h3 černý pěšec · b2 bílý pěšec · d2 bílý pěšec · h2 bílý pěšec · a1 bílý dáma · b1 bílý jezdec · c1 bílý král · f1 bílý jezdec · g1 bílý věž · h1 bílý věž | b5 černý král · f5 černý pěšec · a4 černý pěšec · c4 černý pěšec · e4 černý pěšec · f4 bílý pěšec · g4 černý pěšec · a3 bílý pěšec · b3 černý pěšec · c3 bílý pěšec · d3 černý pěšec · e3 bílý pěšec · g3 bílý pěšec · h3 černý pěšec · b2 bílý pěšec · d2 bílý pěšec · h2 bílý pěšec · a1 bílý dáma · b1 bílý jezdec · c1 bílý král · f1 bílý jezdec · g1 bílý věž · h1 bílý věž | 6 |
| 5 | b5 černý král · f5 černý pěšec · a4 černý pěšec · c4 černý pěšec · e4 černý pěšec · f4 bílý pěšec · g4 černý pěšec · a3 bílý pěšec · b3 černý pěšec · c3 bílý pěšec · d3 černý pěšec · e3 bílý pěšec · g3 bílý pěšec · h3 černý pěšec · b2 bílý pěšec · d2 bílý pěšec · h2 bílý pěšec · a1 bílý dáma · b1 bílý jezdec · c1 bílý král · f1 bílý jezdec · g1 bílý věž · h1 bílý věž | b5 černý král · f5 černý pěšec · a4 černý pěšec · c4 černý pěšec · e4 černý pěšec · f4 bílý pěšec · g4 černý pěšec · a3 bílý pěšec · b3 černý pěšec · c3 bílý pěšec · d3 černý pěšec · e3 bílý pěšec · g3 bílý pěšec · h3 černý pěšec · b2 bílý pěšec · d2 bílý pěšec · h2 bílý pěšec · a1 bílý dáma · b1 bílý jezdec · c1 bílý král · f1 bílý jezdec · g1 bílý věž · h1 bílý věž | b5 černý král · f5 černý pěšec · a4 černý pěšec · c4 černý pěšec · e4 černý pěšec · f4 bílý pěšec · g4 černý pěšec · a3 bílý pěšec · b3 černý pěšec · c3 bílý pěšec · d3 černý pěšec · e3 bílý pěšec · g3 bílý pěšec · h3 černý pěšec · b2 bílý pěšec · d2 bílý pěšec · h2 bílý pěšec · a1 bílý dáma · b1 bílý jezdec · c1 bílý král · f1 bílý jezdec · g1 bílý věž · h1 bílý věž | b5 černý král · f5 černý pěšec · a4 černý pěšec · c4 černý pěšec · e4 černý pěšec · f4 bílý pěšec · g4 černý pěšec · a3 bílý pěšec · b3 černý pěšec · c3 bílý pěšec · d3 černý pěšec · e3 bílý pěšec · g3 bílý pěšec · h3 černý pěšec · b2 bílý pěšec · d2 bílý pěšec · h2 bílý pěšec · a1 bílý dáma · b1 bílý jezdec · c1 bílý král · f1 bílý jezdec · g1 bílý věž · h1 bílý věž | b5 černý král · f5 černý pěšec · a4 černý pěšec · c4 černý pěšec · e4 černý pěšec · f4 bílý pěšec · g4 černý pěšec · a3 bílý pěšec · b3 černý pěšec · c3 bílý pěšec · d3 černý pěšec · e3 bílý pěšec · g3 bílý pěšec · h3 černý pěšec · b2 bílý pěšec · d2 bílý pěšec · h2 bílý pěšec · a1 bílý dáma · b1 bílý jezdec · c1 bílý král · f1 bílý jezdec · g1 bílý věž · h1 bílý věž | b5 černý král · f5 černý pěšec · a4 černý pěšec · c4 černý pěšec · e4 černý pěšec · f4 bílý pěšec · g4 černý pěšec · a3 bílý pěšec · b3 černý pěšec · c3 bílý pěšec · d3 černý pěšec · e3 bílý pěšec · g3 bílý pěšec · h3 černý pěšec · b2 bílý pěšec · d2 bílý pěšec · h2 bílý pěšec · a1 bílý dáma · b1 bílý jezdec · c1 bílý král · f1 bílý jezdec · g1 bílý věž · h1 bílý věž | b5 černý král · f5 černý pěšec · a4 černý pěšec · c4 černý pěšec · e4 černý pěšec · f4 bílý pěšec · g4 černý pěšec · a3 bílý pěšec · b3 černý pěšec · c3 bílý pěšec · d3 černý pěšec · e3 bílý pěšec · g3 bílý pěšec · h3 černý pěšec · b2 bílý pěšec · d2 bílý pěšec · h2 bílý pěšec · a1 bílý dáma · b1 bílý jezdec · c1 bílý král · f1 bílý jezdec · g1 bílý věž · h1 bílý věž | b5 černý král · f5 černý pěšec · a4 černý pěšec · c4 černý pěšec · e4 černý pěšec · f4 bílý pěšec · g4 černý pěšec · a3 bílý pěšec · b3 černý pěšec · c3 bílý pěšec · d3 černý pěšec · e3 bílý pěšec · g3 bílý pěšec · h3 černý pěšec · b2 bílý pěšec · d2 bílý pěšec · h2 bílý pěšec · a1 bílý dáma · b1 bílý jezdec · c1 bílý král · f1 bílý jezdec · g1 bílý věž · h1 bílý věž | 5 |
| 4 | b5 černý král · f5 černý pěšec · a4 černý pěšec · c4 černý pěšec · e4 černý pěšec · f4 bílý pěšec · g4 černý pěšec · a3 bílý pěšec · b3 černý pěšec · c3 bílý pěšec · d3 černý pěšec · e3 bílý pěšec · g3 bílý pěšec · h3 černý pěšec · b2 bílý pěšec · d2 bílý pěšec · h2 bílý pěšec · a1 bílý dáma · b1 bílý jezdec · c1 bílý král · f1 bílý jezdec · g1 bílý věž · h1 bílý věž | b5 černý král · f5 černý pěšec · a4 černý pěšec · c4 černý pěšec · e4 černý pěšec · f4 bílý pěšec · g4 černý pěšec · a3 bílý pěšec · b3 černý pěšec · c3 bílý pěšec · d3 černý pěšec · e3 bílý pěšec · g3 bílý pěšec · h3 černý pěšec · b2 bílý pěšec · d2 bílý pěšec · h2 bílý pěšec · a1 bílý dáma · b1 bílý jezdec · c1 bílý král · f1 bílý jezdec · g1 bílý věž · h1 bílý věž | b5 černý král · f5 černý pěšec · a4 černý pěšec · c4 černý pěšec · e4 černý pěšec · f4 bílý pěšec · g4 černý pěšec · a3 bílý pěšec · b3 černý pěšec · c3 bílý pěšec · d3 černý pěšec · e3 bílý pěšec · g3 bílý pěšec · h3 černý pěšec · b2 bílý pěšec · d2 bílý pěšec · h2 bílý pěšec · a1 bílý dáma · b1 bílý jezdec · c1 bílý král · f1 bílý jezdec · g1 bílý věž · h1 bílý věž | b5 černý král · f5 černý pěšec · a4 černý pěšec · c4 černý pěšec · e4 černý pěšec · f4 bílý pěšec · g4 černý pěšec · a3 bílý pěšec · b3 černý pěšec · c3 bílý pěšec · d3 černý pěšec · e3 bílý pěšec · g3 bílý pěšec · h3 černý pěšec · b2 bílý pěšec · d2 bílý pěšec · h2 bílý pěšec · a1 bílý dáma · b1 bílý jezdec · c1 bílý král · f1 bílý jezdec · g1 bílý věž · h1 bílý věž | b5 černý král · f5 černý pěšec · a4 černý pěšec · c4 černý pěšec · e4 černý pěšec · f4 bílý pěšec · g4 černý pěšec · a3 bílý pěšec · b3 černý pěšec · c3 bílý pěšec · d3 černý pěšec · e3 bílý pěšec · g3 bílý pěšec · h3 černý pěšec · b2 bílý pěšec · d2 bílý pěšec · h2 bílý pěšec · a1 bílý dáma · b1 bílý jezdec · c1 bílý král · f1 bílý jezdec · g1 bílý věž · h1 bílý věž | b5 černý král · f5 černý pěšec · a4 černý pěšec · c4 černý pěšec · e4 černý pěšec · f4 bílý pěšec · g4 černý pěšec · a3 bílý pěšec · b3 černý pěšec · c3 bílý pěšec · d3 černý pěšec · e3 bílý pěšec · g3 bílý pěšec · h3 černý pěšec · b2 bílý pěšec · d2 bílý pěšec · h2 bílý pěšec · a1 bílý dáma · b1 bílý jezdec · c1 bílý král · f1 bílý jezdec · g1 bílý věž · h1 bílý věž | b5 černý král · f5 černý pěšec · a4 černý pěšec · c4 černý pěšec · e4 černý pěšec · f4 bílý pěšec · g4 černý pěšec · a3 bílý pěšec · b3 černý pěšec · c3 bílý pěšec · d3 černý pěšec · e3 bílý pěšec · g3 bílý pěšec · h3 černý pěšec · b2 bílý pěšec · d2 bílý pěšec · h2 bílý pěšec · a1 bílý dáma · b1 bílý jezdec · c1 bílý král · f1 bílý jezdec · g1 bílý věž · h1 bílý věž | b5 černý král · f5 černý pěšec · a4 černý pěšec · c4 černý pěšec · e4 černý pěšec · f4 bílý pěšec · g4 černý pěšec · a3 bílý pěšec · b3 černý pěšec · c3 bílý pěšec · d3 černý pěšec · e3 bílý pěšec · g3 bílý pěšec · h3 černý pěšec · b2 bílý pěšec · d2 bílý pěšec · h2 bílý pěšec · a1 bílý dáma · b1 bílý jezdec · c1 bílý král · f1 bílý jezdec · g1 bílý věž · h1 bílý věž | 4 |
| 3 | b5 černý král · f5 černý pěšec · a4 černý pěšec · c4 černý pěšec · e4 černý pěšec · f4 bílý pěšec · g4 černý pěšec · a3 bílý pěšec · b3 černý pěšec · c3 bílý pěšec · d3 černý pěšec · e3 bílý pěšec · g3 bílý pěšec · h3 černý pěšec · b2 bílý pěšec · d2 bílý pěšec · h2 bílý pěšec · a1 bílý dáma · b1 bílý jezdec · c1 bílý král · f1 bílý jezdec · g1 bílý věž · h1 bílý věž | b5 černý král · f5 černý pěšec · a4 černý pěšec · c4 černý pěšec · e4 černý pěšec · f4 bílý pěšec · g4 černý pěšec · a3 bílý pěšec · b3 černý pěšec · c3 bílý pěšec · d3 černý pěšec · e3 bílý pěšec · g3 bílý pěšec · h3 černý pěšec · b2 bílý pěšec · d2 bílý pěšec · h2 bílý pěšec · a1 bílý dáma · b1 bílý jezdec · c1 bílý král · f1 bílý jezdec · g1 bílý věž · h1 bílý věž | b5 černý král · f5 černý pěšec · a4 černý pěšec · c4 černý pěšec · e4 černý pěšec · f4 bílý pěšec · g4 černý pěšec · a3 bílý pěšec · b3 černý pěšec · c3 bílý pěšec · d3 černý pěšec · e3 bílý pěšec · g3 bílý pěšec · h3 černý pěšec · b2 bílý pěšec · d2 bílý pěšec · h2 bílý pěšec · a1 bílý dáma · b1 bílý jezdec · c1 bílý král · f1 bílý jezdec · g1 bílý věž · h1 bílý věž | b5 černý král · f5 černý pěšec · a4 černý pěšec · c4 černý pěšec · e4 černý pěšec · f4 bílý pěšec · g4 černý pěšec · a3 bílý pěšec · b3 černý pěšec · c3 bílý pěšec · d3 černý pěšec · e3 bílý pěšec · g3 bílý pěšec · h3 černý pěšec · b2 bílý pěšec · d2 bílý pěšec · h2 bílý pěšec · a1 bílý dáma · b1 bílý jezdec · c1 bílý král · f1 bílý jezdec · g1 bílý věž · h1 bílý věž | b5 černý král · f5 černý pěšec · a4 černý pěšec · c4 černý pěšec · e4 černý pěšec · f4 bílý pěšec · g4 černý pěšec · a3 bílý pěšec · b3 černý pěšec · c3 bílý pěšec · d3 černý pěšec · e3 bílý pěšec · g3 bílý pěšec · h3 černý pěšec · b2 bílý pěšec · d2 bílý pěšec · h2 bílý pěšec · a1 bílý dáma · b1 bílý jezdec · c1 bílý král · f1 bílý jezdec · g1 bílý věž · h1 bílý věž | b5 černý král · f5 černý pěšec · a4 černý pěšec · c4 černý pěšec · e4 černý pěšec · f4 bílý pěšec · g4 černý pěšec · a3 bílý pěšec · b3 černý pěšec · c3 bílý pěšec · d3 černý pěšec · e3 bílý pěšec · g3 bílý pěšec · h3 černý pěšec · b2 bílý pěšec · d2 bílý pěšec · h2 bílý pěšec · a1 bílý dáma · b1 bílý jezdec · c1 bílý král · f1 bílý jezdec · g1 bílý věž · h1 bílý věž | b5 černý král · f5 černý pěšec · a4 černý pěšec · c4 černý pěšec · e4 černý pěšec · f4 bílý pěšec · g4 černý pěšec · a3 bílý pěšec · b3 černý pěšec · c3 bílý pěšec · d3 černý pěšec · e3 bílý pěšec · g3 bílý pěšec · h3 černý pěšec · b2 bílý pěšec · d2 bílý pěšec · h2 bílý pěšec · a1 bílý dáma · b1 bílý jezdec · c1 bílý král · f1 bílý jezdec · g1 bílý věž · h1 bílý věž | b5 černý král · f5 černý pěšec · a4 černý pěšec · c4 černý pěšec · e4 černý pěšec · f4 bílý pěšec · g4 černý pěšec · a3 bílý pěšec · b3 černý pěšec · c3 bílý pěšec · d3 černý pěšec · e3 bílý pěšec · g3 bílý pěšec · h3 černý pěšec · b2 bílý pěšec · d2 bílý pěšec · h2 bílý pěšec · a1 bílý dáma · b1 bílý jezdec · c1 bílý král · f1 bílý jezdec · g1 bílý věž · h1 bílý věž | 3 |
| 2 | b5 černý král · f5 černý pěšec · a4 černý pěšec · c4 černý pěšec · e4 černý pěšec · f4 bílý pěšec · g4 černý pěšec · a3 bílý pěšec · b3 černý pěšec · c3 bílý pěšec · d3 černý pěšec · e3 bílý pěšec · g3 bílý pěšec · h3 černý pěšec · b2 bílý pěšec · d2 bílý pěšec · h2 bílý pěšec · a1 bílý dáma · b1 bílý jezdec · c1 bílý král · f1 bílý jezdec · g1 bílý věž · h1 bílý věž | b5 černý král · f5 černý pěšec · a4 černý pěšec · c4 černý pěšec · e4 černý pěšec · f4 bílý pěšec · g4 černý pěšec · a3 bílý pěšec · b3 černý pěšec · c3 bílý pěšec · d3 černý pěšec · e3 bílý pěšec · g3 bílý pěšec · h3 černý pěšec · b2 bílý pěšec · d2 bílý pěšec · h2 bílý pěšec · a1 bílý dáma · b1 bílý jezdec · c1 bílý král · f1 bílý jezdec · g1 bílý věž · h1 bílý věž | b5 černý král · f5 černý pěšec · a4 černý pěšec · c4 černý pěšec · e4 černý pěšec · f4 bílý pěšec · g4 černý pěšec · a3 bílý pěšec · b3 černý pěšec · c3 bílý pěšec · d3 černý pěšec · e3 bílý pěšec · g3 bílý pěšec · h3 černý pěšec · b2 bílý pěšec · d2 bílý pěšec · h2 bílý pěšec · a1 bílý dáma · b1 bílý jezdec · c1 bílý král · f1 bílý jezdec · g1 bílý věž · h1 bílý věž | b5 černý král · f5 černý pěšec · a4 černý pěšec · c4 černý pěšec · e4 černý pěšec · f4 bílý pěšec · g4 černý pěšec · a3 bílý pěšec · b3 černý pěšec · c3 bílý pěšec · d3 černý pěšec · e3 bílý pěšec · g3 bílý pěšec · h3 černý pěšec · b2 bílý pěšec · d2 bílý pěšec · h2 bílý pěšec · a1 bílý dáma · b1 bílý jezdec · c1 bílý král · f1 bílý jezdec · g1 bílý věž · h1 bílý věž | b5 černý král · f5 černý pěšec · a4 černý pěšec · c4 černý pěšec · e4 černý pěšec · f4 bílý pěšec · g4 černý pěšec · a3 bílý pěšec · b3 černý pěšec · c3 bílý pěšec · d3 černý pěšec · e3 bílý pěšec · g3 bílý pěšec · h3 černý pěšec · b2 bílý pěšec · d2 bílý pěšec · h2 bílý pěšec · a1 bílý dáma · b1 bílý jezdec · c1 bílý král · f1 bílý jezdec · g1 bílý věž · h1 bílý věž | b5 černý král · f5 černý pěšec · a4 černý pěšec · c4 černý pěšec · e4 černý pěšec · f4 bílý pěšec · g4 černý pěšec · a3 bílý pěšec · b3 černý pěšec · c3 bílý pěšec · d3 černý pěšec · e3 bílý pěšec · g3 bílý pěšec · h3 černý pěšec · b2 bílý pěšec · d2 bílý pěšec · h2 bílý pěšec · a1 bílý dáma · b1 bílý jezdec · c1 bílý král · f1 bílý jezdec · g1 bílý věž · h1 bílý věž | b5 černý král · f5 černý pěšec · a4 černý pěšec · c4 černý pěšec · e4 černý pěšec · f4 bílý pěšec · g4 černý pěšec · a3 bílý pěšec · b3 černý pěšec · c3 bílý pěšec · d3 černý pěšec · e3 bílý pěšec · g3 bílý pěšec · h3 černý pěšec · b2 bílý pěšec · d2 bílý pěšec · h2 bílý pěšec · a1 bílý dáma · b1 bílý jezdec · c1 bílý král · f1 bílý jezdec · g1 bílý věž · h1 bílý věž | b5 černý král · f5 černý pěšec · a4 černý pěšec · c4 černý pěšec · e4 černý pěšec · f4 bílý pěšec · g4 černý pěšec · a3 bílý pěšec · b3 černý pěšec · c3 bílý pěšec · d3 černý pěšec · e3 bílý pěšec · g3 bílý pěšec · h3 černý pěšec · b2 bílý pěšec · d2 bílý pěšec · h2 bílý pěšec · a1 bílý dáma · b1 bílý jezdec · c1 bílý král · f1 bílý jezdec · g1 bílý věž · h1 bílý věž | 2 |
| 1 | b5 černý král · f5 černý pěšec · a4 černý pěšec · c4 černý pěšec · e4 černý pěšec · f4 bílý pěšec · g4 černý pěšec · a3 bílý pěšec · b3 černý pěšec · c3 bílý pěšec · d3 černý pěšec · e3 bílý pěšec · g3 bílý pěšec · h3 černý pěšec · b2 bílý pěšec · d2 bílý pěšec · h2 bílý pěšec · a1 bílý dáma · b1 bílý jezdec · c1 bílý král · f1 bílý jezdec · g1 bílý věž · h1 bílý věž | b5 černý král · f5 černý pěšec · a4 černý pěšec · c4 černý pěšec · e4 černý pěšec · f4 bílý pěšec · g4 černý pěšec · a3 bílý pěšec · b3 černý pěšec · c3 bílý pěšec · d3 černý pěšec · e3 bílý pěšec · g3 bílý pěšec · h3 černý pěšec · b2 bílý pěšec · d2 bílý pěšec · h2 bílý pěšec · a1 bílý dáma · b1 bílý jezdec · c1 bílý král · f1 bílý jezdec · g1 bílý věž · h1 bílý věž | b5 černý král · f5 černý pěšec · a4 černý pěšec · c4 černý pěšec · e4 černý pěšec · f4 bílý pěšec · g4 černý pěšec · a3 bílý pěšec · b3 černý pěšec · c3 bílý pěšec · d3 černý pěšec · e3 bílý pěšec · g3 bílý pěšec · h3 černý pěšec · b2 bílý pěšec · d2 bílý pěšec · h2 bílý pěšec · a1 bílý dáma · b1 bílý jezdec · c1 bílý král · f1 bílý jezdec · g1 bílý věž · h1 bílý věž | b5 černý král · f5 černý pěšec · a4 černý pěšec · c4 černý pěšec · e4 černý pěšec · f4 bílý pěšec · g4 černý pěšec · a3 bílý pěšec · b3 černý pěšec · c3 bílý pěšec · d3 černý pěšec · e3 bílý pěšec · g3 bílý pěšec · h3 černý pěšec · b2 bílý pěšec · d2 bílý pěšec · h2 bílý pěšec · a1 bílý dáma · b1 bílý jezdec · c1 bílý král · f1 bílý jezdec · g1 bílý věž · h1 bílý věž | b5 černý král · f5 černý pěšec · a4 černý pěšec · c4 černý pěšec · e4 černý pěšec · f4 bílý pěšec · g4 černý pěšec · a3 bílý pěšec · b3 černý pěšec · c3 bílý pěšec · d3 černý pěšec · e3 bílý pěšec · g3 bílý pěšec · h3 černý pěšec · b2 bílý pěšec · d2 bílý pěšec · h2 bílý pěšec · a1 bílý dáma · b1 bílý jezdec · c1 bílý král · f1 bílý jezdec · g1 bílý věž · h1 bílý věž | b5 černý král · f5 černý pěšec · a4 černý pěšec · c4 černý pěšec · e4 černý pěšec · f4 bílý pěšec · g4 černý pěšec · a3 bílý pěšec · b3 černý pěšec · c3 bílý pěšec · d3 černý pěšec · e3 bílý pěšec · g3 bílý pěšec · h3 černý pěšec · b2 bílý pěšec · d2 bílý pěšec · h2 bílý pěšec · a1 bílý dáma · b1 bílý jezdec · c1 bílý král · f1 bílý jezdec · g1 bílý věž · h1 bílý věž | b5 černý král · f5 černý pěšec · a4 černý pěšec · c4 černý pěšec · e4 černý pěšec · f4 bílý pěšec · g4 černý pěšec · a3 bílý pěšec · b3 černý pěšec · c3 bílý pěšec · d3 černý pěšec · e3 bílý pěšec · g3 bílý pěšec · h3 černý pěšec · b2 bílý pěšec · d2 bílý pěšec · h2 bílý pěšec · a1 bílý dáma · b1 bílý jezdec · c1 bílý král · f1 bílý jezdec · g1 bílý věž · h1 bílý věž | b5 černý král · f5 černý pěšec · a4 černý pěšec · c4 černý pěšec · e4 černý pěšec · f4 bílý pěšec · g4 černý pěšec · a3 bílý pěšec · b3 černý pěšec · c3 bílý pěšec · d3 černý pěšec · e3 bílý pěšec · g3 bílý pěšec · h3 černý pěšec · b2 bílý pěšec · d2 bílý pěšec · h2 bílý pěšec · a1 bílý dáma · b1 bílý jezdec · c1 bílý král · f1 bílý jezdec · g1 bílý věž · h1 bílý věž | 1 |
|   | a | b | c | d | e | f | g | h |   |

Velmi často bývá s groteskami spojován šachový skladatel Tigran Gorgiev. Jedna z jeho úloh je zobrazena na druhém diagramu.
Tentokrát bílý na tahu remizuje. Dosáhne toho obětí většiny ze svého již tak nízkého počtu figur, díky čemuž dostane černého do situace, kdy mu nezbývá, než jen opakovat stejné tahy.
Řešením je úvodní tah 1. Jf4. Následuje 1. ... Dd3+ (jinak by následný tah 2. Je2+ vedl k matu) 2. Jxd3+ cxd3 3. Dc3+ bxc3 4. Je5 Kc2 5. Jc4 Kc1 6. Je5 a následně partie pro opakování stejných tahů skončí remízou. Všimněte si, že bílý musí využít polí c4 a e5, protože pokud by zahrál například 4. Jd4, následovalo by 4. ... Jc2, a černý by se uvolnil. Pokud je však bílý jezdec na e5, tak to není kvůli hrozbě Jxd3# možné. Bílý nemůže zahrát ani 5. Jc6, protože to by se černý zase uvolnil protitahy 5. ... Vbc1 nebo 5. ... Vdc1. Je-li však bílý jezdec na poli c4, černý čelí hrozbě Ja3#, respektive Je3#.

## Mnohotažky, úloha Paula Lamforda
Podobný způsob hry, jaký je typický pro grotesky, se někdy také vyskytuje ve velmi dlouhých mnohotažkách (tj. úlohách se zadáním „bílý na tahu dá mat přesně v n tazích“, přičemž „n“ je nějaké opravdu vysoké číslo, někdy i přes 100). Jedním ze známých skladatelů podobných úloh byl opět Bláthy.
Na třetím diagramu je však úloha Paula Lamforda, v níž má sice bílý znatelnou materiální převahu, ale je uzavřen řetězem pěšců, kteří mu velmi ztěžují pohyb.
Na první pohled se zdá, že bílý nemůže nic dělat. Nepomůžou mu k postupu ani tahy jako Vg2, pokud černý oběť nepřijme. Existuje však jedna cesta: v pravou chvíli zahrát Da2 a ohrozit pěšce na b3. Kdyby však tento tah bílý zahrál předčasně, nepomohl by mu (černý prostě promění pěšce na a1 a následně vyhraje tahy Da2-b3-c2). Řešení je následující:
1. Kd1 Kb6 2. Ke1 Kb5 3. Vg2 Kb6 4. Ve2 Kb5 5. Kf2 Kb6 6. Ve1 Kb5 7. Vg1 Kb6 8. Vg2 Kb5 9. Vc1 Kb6 10. Ke1 Kb5 11. Ve2 Kb6 12. Kd1 Kb5 13. Ve1 Kb6 14. Vc2 Kb5 15. Kc1 Kb6 16. Da2!! bxa2 17. b4! a1D 18. Vb2 Kb5 19. Vd1 Ka6 20. b5+ Kb6 21. Ve1 Ka7 22. b6+ Kb7 23. Vd1 a černý buď přijde o dámu, nebo se musí smířit s proměnou bílého pěšce na sloupci b.